# Chiesa di Santa Maria Assunta (Primiero San Martino di Castrozza)
La chiesa di Santa Maria Assunta è la parrocchiale di Fiera di Primiero, frazione del comune sparso di Primiero San Martino di Castrozza, in provincia ed arcidiocesi di Trento: fa parte della zona pastorale della Valsugana e di Primiero.

## Storia
Al di sotto del pavimento della chiesa attuale sono visibili alcune tracce architettoniche che fanno pensare all'esistenza di un edificio risalente a prima del XIII secolo, formato da un'unica aula con abside. Gli studiosi ipotizzano possa risalire al V-VI secolo, e questa potrebbe essere la chiesa menzionata nel 1206 come "ecclesia S. Mariae de Primeo". 
L'edificio fu luogo di diversi incendi che portarono ad almeno cinque fasi costruttive. Sembra ci fosse una fonte battesimale ad immersione, poi chiusa da una pavimentazione.
Questa chiesa romanica fu demolita e nella seconda metà del XV secolo venne eretta un'altra chiesa in stile gotico più grande, strutturata in un'aula con coro poligonale. Lo sfruttamento delle miniere circostanti, e dunque il miglioramento della condizione economica della vallata, permise questo rinnovamento, sovvenzionato anche dai signori di Welsperg, dall'arciduca Sigismondo d'Austria e dall'imperatore Massimiliano I.
A partire dal 1491 le pareti (sia interne che esterne) vennero affrescate da diversi artisti locali, in particolare si ricordano i dipinti nell'edificio sacro, risalenti al 1495, sulla seconda colonna a sinistra, nel 1501, e il dipinto dell'abside, nel 1555.
Tra il 1493 e il 1495 la chiesa subì pesanti modifiche da architetti tedeschi, si suppone che siano stati coinvolti gli operai impegnati nell'estrazione mineraria, sia dal Trentino sia dalla Germania e dall'Austria. Venne tolto il soffitto e l'altezza delle navate laterali venne equiparata a quella della navata centrale, con la costruzione di volte costolonate. Le colonne furono sostituite da pilastri cilindrici e venne sostituito il pavimento. Dopo i lavori la chiesa fu consacrata dal vescovo di Feltre, Andrea Trevisan.
Tra il XVII e il XVIII secolo il pavimento in cemento venne sostituito da uno di pietra. Nel corso del XIX secolo il rosone fu aperto in facciata.
Nel 1786, la parrocchia di Fiera di Primiero (all'epoca nota soltanto Primiero) passò assieme ad altre 14 dalla diocesi di Feltre a quella di Trento.
Nel 1950 vennero posizionate delle nuove tegole in laterizio sul tetto, ma siccome queste tegole erano poco funzionali vennero sostituite da tavole lignee tra il 1978 e il 1979.
L'edificio venne restaurato tra l'ottobre del 1994 e il febbraio del 1997. Inoltre furono realizzate due campagne di scavo archeologico che permisero di documentare ed identificare cinque fasi costruttive antecedenti a quella gotica.

## Descrizione

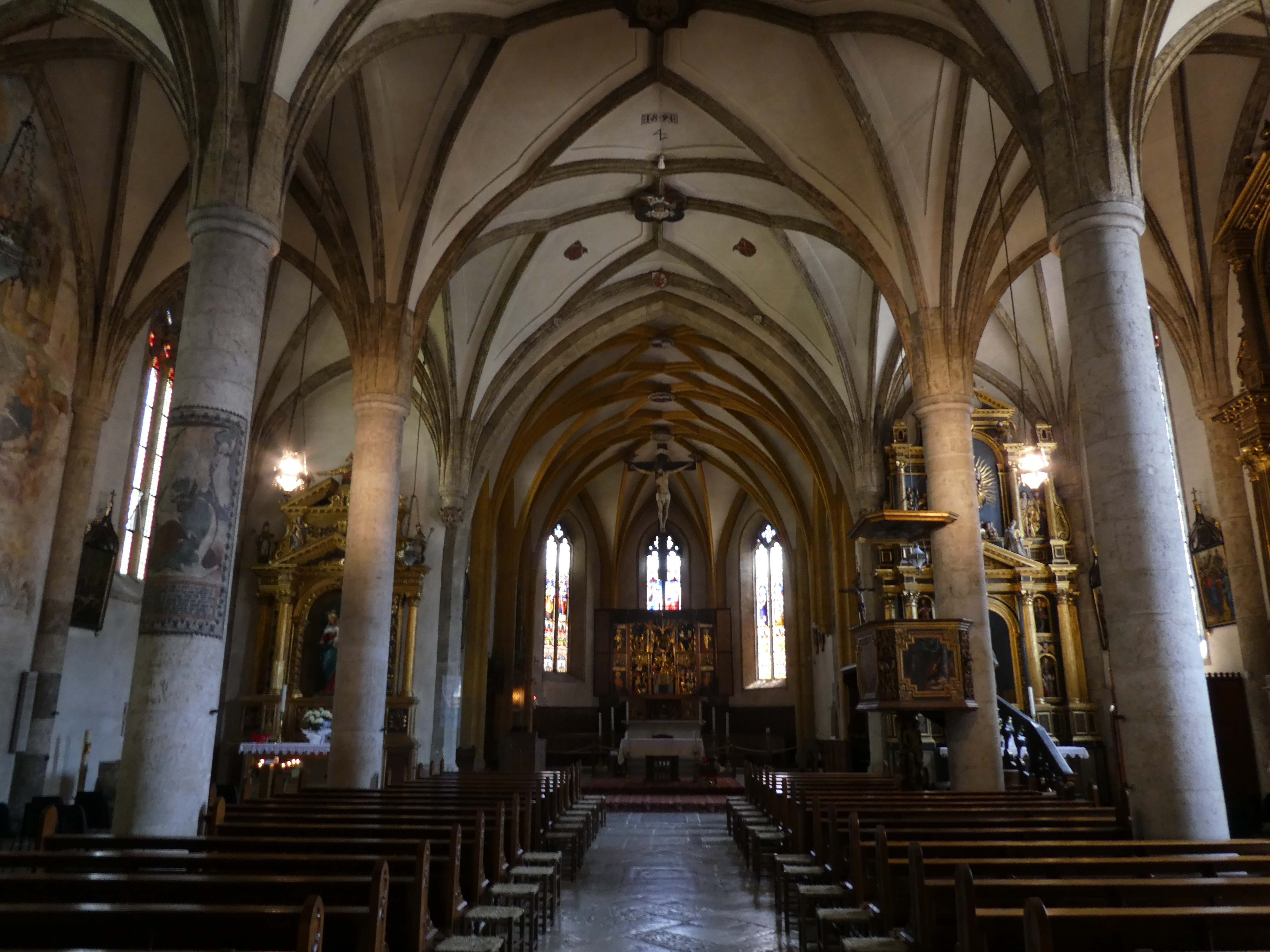
Interno

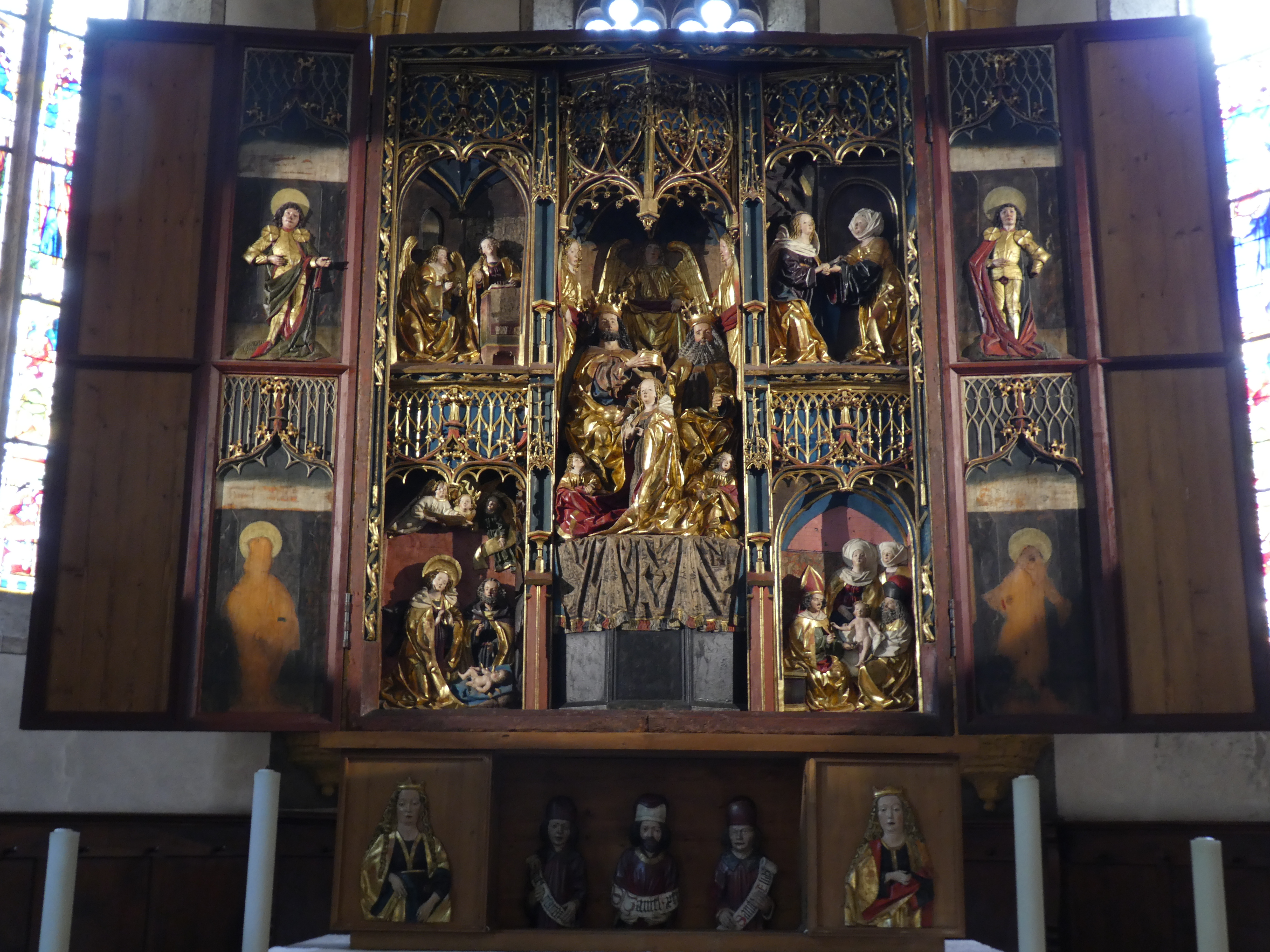
Dettaglio dell'altare maggiore

La chiesa sorge al centro della frazione, sede comunale, di Fiera di Primiero, con orientamento a nord-est. L'edificio ha una pianta rettangolare ad asse maggiore longitudinale, dove l'abside poligonale conclude il rettangolare presbiterio. La facciata a capanna presenta un'accentuata verticalità, ed è ripartita orizzontalmente da cornici aggettanti: lo zoccolo in muratura a vista aggettante è interrotto da un portale ad arco a sesto acuto lievemente strombato. Al rosone centrale si sovrappongono aperture, disposte in maniera non simmetrica, a profilo circolare e rettangolare. Cantonali lapidei ornano l'insieme.
La fiancata sud-ovest è caratterizzata dall'emergere della sacrestia e del campanile. Proprio il campanile ha una struttura a base quadrangolare con un fusto in pietra, sul lato nord-est è presente un quadrante di orologio affrescato, mentre alla sommità c'è una cella campanaria sulla quale è presente una cupside sormontata da un tetto a timpani di tegole lignee, la cella campanaria è aperta da finestre a tutto sesto.
La struttura portante verticale è la muratura in pietra intonacata sia all'esterno che all'interno, mentre le strutture di orizzontamento sono le volte a crociera nelle navate laterali e la volta costolonata nell'abside, nel presbiterio e nella navata centrale.
Il tetto è a doppia falda ed è ricoperto da tavole lignee sul presbiterio e sulla navata. L'interno è costituito da tre navate di pari altezza separata da pilastri cilindrici su cui stanno costoloni, le arcate trasversali a sesto acuto suddividono in quattro campate lo spazio. Le navate laterali vengono illuminate da quattro bifore a sesto acuto una di fronte all'altra. Sull'arco santo a sesto acuto si aprono il portale di accesso alla sacrestia sulla parete destra e una finestra su quella sinistra. Sulle pareti dell'abside poligonale sono presenti altre tre bifore.